# Marie-Chantal Depetris-Demaille
Marie-Chantal Depetris-Demaille (* 17. Dezember 1941 in Saint-Fraimbault, Département Orne als Marie-Chantal Demaille; † 18. Februar 2025 in Avignon, Département Vaucluse) war eine französische Florettfechterin.

## Erfolge
Marie-Chantal Depetris-Demaille gewann 1966 in Moskau und 1970 in Ankara mit der Mannschaft jeweils Bronze bei den Weltmeisterschaften. Im Einzel gelang ihr 1971 in Wien der Titelgewinn. Dreimal nahm sie an Olympischen Spielen teil: 1964 belegte sie in Tokio mit der Mannschaft den sechsten Platz, vier Jahre darauf wurde sie mit ihr Vierte. Das Einzel schloss sie 1968 auf dem neunten Rang ab. Bei den Olympischen Spielen 1972 in München erreichte sie in der Einzelkonkurrenz den vierten Platz, mit der Mannschaft wurde sie nochmals Sechste.
Depetris-Demaille starb am 18. Februar 2025 im Alter von 83 Jahren in Avignon.